# Fachwerkhaus (Erzhausen, Hauptstraße 9)
Das Fachwerkhaus (Hauptstraße 9) ist ein Bauwerk in Erzhausen.

## Geschichte und Beschreibung
Das zweigeschossige, giebelständige Fachwerkhaus besitzt ein Dach mit beidseitigem kleinem Krüppelwalm.
Das Gebäude besitzt ein weitgehend erhaltenes Fachwerkgefüge; konstruktiv mit geschosshohen Streben.
Der Rähm und die Giebeleinfassung sind profiliert.

## Denkmalschutz
Das Fachwerkhaus in der Hauptstraße 9 liegt in einer leichten Kurve.
Das Bauwerk ragt etwas in den Straßenraum, womit es zu einem städtebaulich bedeutsamen Bestandteil desselben wurde.
Der Fachwerkbau ist wegen seiner Architektur und seiner ortsgeschichtlichen Bedeutung ein Kulturdenkmal.